# Suitberto de Kaiserswerth
San Suitberto, Suidbert, Suitbertus o Swithbert, conocido como El Apóstol de los Frisios, nació en Nortumbria alrededor del año 647.

## Biografía
Estudió en Irlanda, en Rathmelsigi, Connacht, junto a San Egberto. Antes de que naciera, su madre tuvo un sueño que fue interpretado como que el niño actuaría en dos países lejanos, que resultaron ser la Galia y la Germania. Hasta 690 aparece como monje benedictino en Northumbria, Inglaterra. Ese año Suitberto forma parte de los doce misioneros encabezados por san Wilibrordo para predicar en Frisia, la región ubicada entre Alemania y Holanda. Acamparon cerca del Rin y viajaron a Utrecht, donde instalaron su cuartel general. Los nuevos misioneros trabajaron con gran éxito bajo la protección de Pipino de Heristal, gran mayordomo de Austrasia, que había conquistado una porción de Frisia. Su misión evangelizadora correspondió a la zona ubicada entre Brabante, Güeldres y Cléveris. 
Al cabo de unos años, volvió a Inglaterra y en 693 fue enviado a Mercia como obispo itinerante ordenado por San Wilfredo de York. Volvió a Frisia y fijó su centro de operaciones en Wijk bij Duurstede en un ramal del Rin. Poco después, junto a san Willibrordo y con la esperanza de hacer una gran conversión, fue por el norte del Rin a Bructeri, o Boructuari, en el distrito de Berg, Westfalia. La misión dio grandes frutos al principio pero fracasó posteriormente por la belicosidad de los sajones paganos. Suitberto y los suyos se tuvieron que retirar a la zona dominada por los francos. Ahí, Pipino y su mujer Plectrudis le donaron la isla de Kaiserswert, en el Rin, cerca de Düsseldorf, donde edificó un monasterio y vivió el resto de sus días. Suitberto murió en Suitberts-Insel, ahora Kaiserswerth, cerca de Düsseldorf, el 1 de marzo de 713.
Sus reliquias fueron redescubiertas en 1626 en Kaiserswerth, donde aún se veneran dentro de un precioso relicario labrado de cobre dorado. Es considerado uno de los santos patronos de Alemania.